# Rhene myunghwani
Rhene myunghwani là một loài nhện trong họ Salticidae.
Loài này thuộc chi Rhene. Rhene myunghwani được Joo-Pil Kim miêu tả năm 1996.